# Pachyprosopis purnongensis
Pachyprosopis purnongensis is een vliesvleugelig insect uit de familie Colletidae. De wetenschappelijke naam van de soort is voor het eerst geldig gepubliceerd in 1928 door Rayment.